# Émeutes de la Nuit White

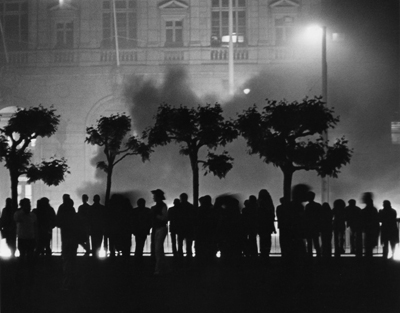
Des émeutiers devant l'hôtel de ville de San Francisco le 21 mai 1979.

Les émeutes de la Nuit White (en anglais : White Night riots) sont une série d'événements violents qui ont eu lieu dans la nuit du 21 mai 1979 à San Francisco après l'annonce de la condamnation clémente de Dan White, pour les assassinats du maire de San Francisco George Moscone et de Harvey Milk, membre du conseil municipal de la ville qui fut le premier élu ouvertement gay aux États-Unis. Ces événements ont eu lieu la nuit du 21 mai 1979 (la veille du 49e anniversaire de Milk). Plus tôt ce jour-là, Dan White avait été reconnu coupable d'homicide volontaire (en anglais : voluntary manslaughter), ce qui constitue la condamnation la plus légère possible au vu de ses actes. Le fait que Dan White n'ait pas été reconnu coupable de meurtre au premier degré (assassinat, ce dont il avait été accusé) a tant scandalisé la communauté gay de la ville que cela a déclenché une réaction d’incompréhension, d’impuissance et des émeutes qui rappellent les émeutes de Stonewall à New York en 1969 (que l'on considère comme étant le début du mouvement moderne des droits des homosexuels aux États-Unis).
La communauté gay de San Francisco était en conflit de longue date avec le San Francisco Police Department. Le fait que Dan White soit un ancien officier de police a intensifié la colère de la communauté contre cette institution. Au départ, la manifestation consistait en une marche pacifique dans le quartier du Castro à San Francisco mais quand la foule est arrivée à l'hôtel de ville de San Francisco. La violence commence quand la police décide de charger les manifestants en cachant leur insigne pour semer le trouble . Les événements ont causé de fortes blessures physiques et psychologiques à l'ensemble des manifestants ainsi que des centaines de milliers de dollars de dommages pour la dégradation de l'hôtel de ville et des zones alentour. Quelques agents de police sont partiellement blessés.
Plusieurs heures après la dispersion des émeutiers, la police fait un raid de représailles dans un bar gay du Castro. Beaucoup de patrons des bars et leurs clients ont été battus par la police en tenue anti-émeute. Une vingtaine de personnes ont été arrêtées au cours du raid, et plusieurs personnes ont été plus tard poursuivies par la police de San Francisco. Cela conduira à des poursuites en retour de la part des victimes plus tard.
Dans les jours suivants, les leaders de la communauté gay refusent de se proclamer responsables des violences des événements de cette nuit-là et ce, malgré les pressions autoritaires. Les habitants, non résignés et toujours indignés, élisent Dianne Feinstein au poste de maire au mois de novembre suivant. En réponse à une promesse de campagne, Feinstein nomme un nouveau chef de police et apaise les tensions.

## Activisme gay à San Francisco
En 1951, la Cour suprême de Californie a affirmé dans le Stoumen V. Reilly les droits des homosexuels à se rassembler pacifiquement, une action qui a irrité le Département de Police.
Pour aider les homosexuels ayant des problèmes légaux, l'activiste Harry Hay a fondé en 1951 la Mattachine Society, opérant depuis sa propre salle de séjour à Los Angeles. Quelques années plus tard, Phyllis Lyon et Del Martin ont fondé les Daughters of Bilitis avec six autres femmes. Leur but initial était d'avoir un endroit pour socialiser sans crainte de harcèlement ou d'arrestation. En quelques années, ces deux organisations ont appris les unes des autres et ont grandi au point de développer des objectifs similaires : aider à assimiler les homosexuels dans la société en général, travailler pour une réforme juridique qui mette fin aux lois sur la sodomie, et aider ceux qui ont été arrêtés. Ces deux groupes étaient basés à San Francisco avant 1957.
La Police a continué à arrêter les homosexuels en grand nombre, garant régulièrement leurs fourgons cellulaires devant les bars gays et arrêtant leur patron. Les accusations étaient souvent rejetées, mais les personnes arrêtées ont souvent perdu leur anonymat lorsque les journaux imprimaient leurs noms, adresses et lieux de travail. La Police notifiait également l'employeur et la famille de l'accusé, causant de graves dommages à leur réputation.
En 1964, un événement pour récolter des fonds la veille du Nouvel An a été organisé par le Conseil sur la religion et l'homosexualité. La police se tenait à l'extérieur avec de grands projecteurs, afin d'intimider les participants. Ils ont pris des photographies de toute personne entrant dans le bâtiment. Plus tard, plusieurs officiers ont exigé d'être admis à l'intérieur. Trois avocats leur ont expliqué qu'en vertu de la loi californienne, cet événement est privé et donc qu'ils ne pouvaient pas entrer à moins qu'ils aient acheté des billets. Les avocats ont alors été arrêtés. Plusieurs ministres qui étaient présents ont tenu une conférence de presse le lendemain matin, assimilant la Police de San Francisco à la Gestapo. Même l'archevêque catholique a fermement condamné les actions de la police. Dans une tentative de réduire ce type de harcèlement, deux officiers ont été chargés de l'amélioration de la relation entre le service de police avec la communauté gay.
La Société Mattachine et Les Filles de Bilitis promeuvent l'éducation non conflictuelle pour les homosexuels et les hétérosexuels, dans l'espoir de prouver que les homosexuels étaient respectables et normaux. Vivant à la marge de la classe moyenne majoritairement blanche de ces groupes, on trouvait une communauté active de travestis, prostitués, et « reines de la rue » qui travaillaient principalement dans le quartier Tenderloin de la ville.

## Assassinats de George Moscone et d'Harvey Milk

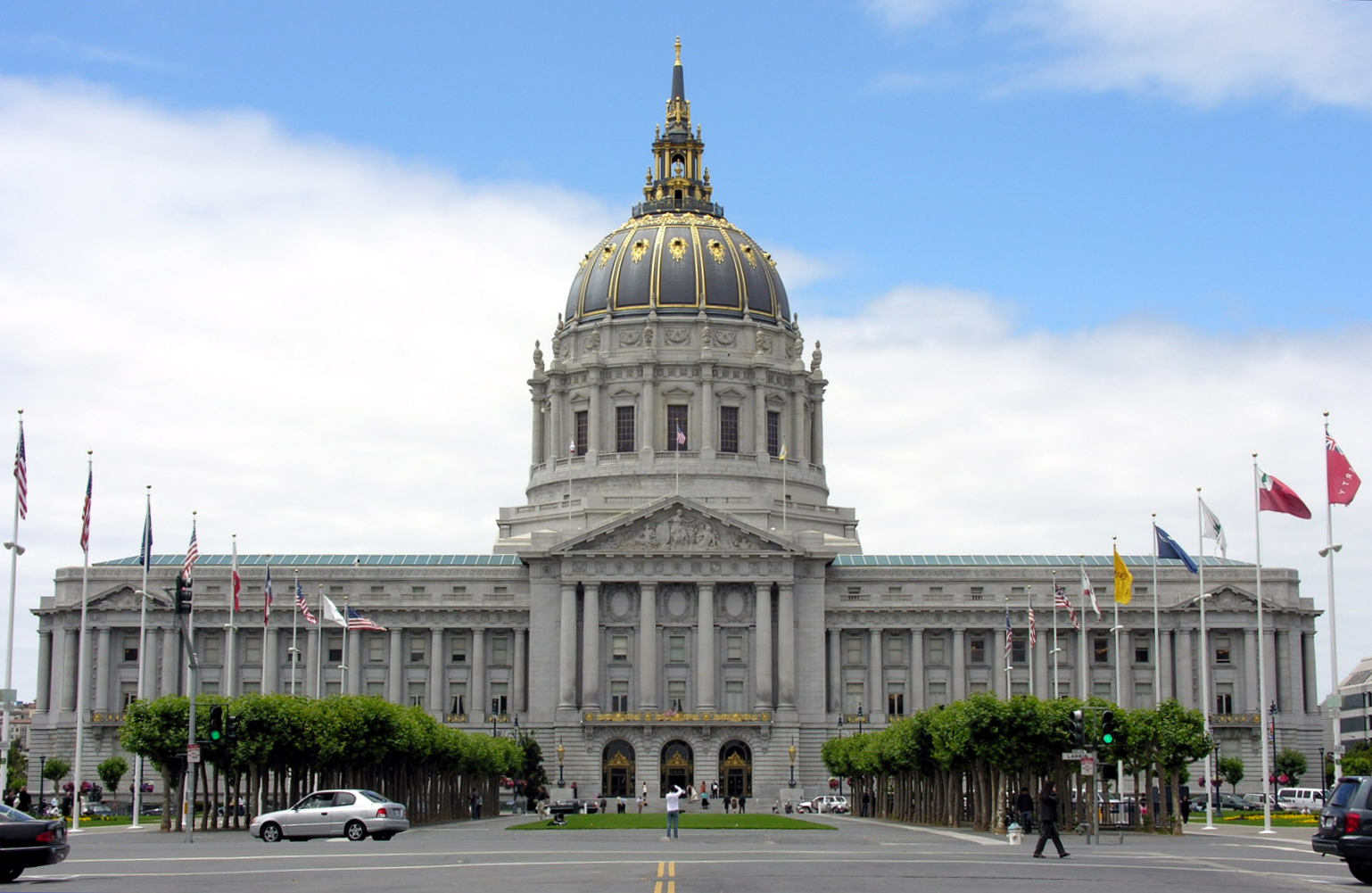
L’hôtel de ville de San Francisco, où les deux meurtres ont eu lieu. L'immeuble a eu des importants dégâts pendant les émeutes.

Insatisfait de la politique de cette ville, en difficulté financière en raison de l’échec de son restaurant et en plus très mécontent de son salaire annuel qu'il considérait très bas : 9 600 $, l'ancien officier de police et conseiller municipal Dan White a démissionné du Conseil Municipal de San Francisco le 10 novembre 1978. Cependant, après une rencontre avec l'association des officiers de police et le Conseil des agents immobiliers, White a annoncé qu'il voulait reprendre son siège. Les conseillers municipaux libéraux ont vu cela comme une occasion de mettre fin à la scission 6-5 sur le Conseil qui a bloqué les initiatives progressistes qu'ils voulaient présenter. Après une pression intense de la part des conseillers Milk et Silver, ainsi que l'État membre de l'Assemblée Willie Brown, Moscone annoncé le 26 novembre 1978, qu'il ne reprendra pas White au siège qu'il avait quitté,,.
Le lendemain matin, White est allé à l'hôtel de ville avec son arme de police un revolver 38 Smith & Wesson et 10 cartouches supplémentaires dans la poche de son manteau. Pour éviter le détecteur de métal, il est entré dans le bâtiment par une fenêtre du sous-sol, et se dirige vers le bureau du maire George Moscone. Après une brève discussion, White a tiré à l'épaule et à la poitrine, puis deux fois dans la tête. Puis il s'est dirigé vers son ancien bureau pour recharger son arme, et a ensuite demandé à Milk de se joindre à lui. White a ensuite tiré sur Milk dans le poignet, l'épaule et la poitrine, puis deux fois dans la tête : il s'agit bien d'une exécution. La conseillère Dianne Feinstein a entendu les coups de feu et a appelé la police, qui a trouvé Milk sur le ventre, le sang coulant de ses blessures à la tête.

## Émeutes

### Manifestation à travers Le Castro
Quand le verdict a été prononcé, c'est un ami de Milk le militant pour les droits des Gays Cleve Jones qui s'est adressé aux manifestants - environ 500 personnes rassemblées sur la rue Castro - pour leur annoncer ce verdict. Jones a dirigé une foule qui criait : sortez des bars venez dans la rue. Ces manifestants sortaient des bars au fur et à mesure que le cortège avançait pour atteindre 1 500 manifestants environ. La foule a formé un cercle autour de Jones et marcha à travers le Castro.
Dans une interview en 1984, Jones a su transmettre le ressenti de tous les manifestants d'une seule voix : « La colère est dans le visage des manifestants, j'ai vu des gens que je connais depuis des années et ils étaient si furieux contre ce verdict. Pour moi c'est la chose la plus effrayante, tous ces gens que j'ai connus dans ce quartier ils sont tous là et réclament à vive voix la justice pour le sang coulé. »

### Représailles de la police
Après près de trois heures de manifestations et des cris de la foule en colère, des policiers ont été rassemblés pour réprimer l'émeute. La police aurait couvert leurs badges avec du ruban noir empêchant toute identification et a procédé à des attaques contre les émeutiers. Des dizaines de policiers ont chargé la foule, utilisant des gaz lacrymogènes pour forcer les manifestants à s'éloigner de l'immeuble. La police a été surprise par la résistance à laquelle elle a été confrontée de la part des manifestants, qui ont tenté de les repousser à l'aide de branches d'arbres, de pare-chocs arrachés des bus de la ville, et de l'asphalte arraché de la rue. Un homme seul, qui mettait du feu à la dernière voiture de police, a déclaré à un journaliste : « Assurez-vous de mettre dans le journal que je fais ceci car je souffre de la malnutrition. Soixante policiers ont été blessés, et environ deux douzaines de personnes ont été arrêtées,,. »
La deuxième étape de la violence était un raid de la police anti-émeute quelques heures plus tard, dans le quartier gay Le Castro. La police a vandalisé le bar l'Elephant Walk et a blessé beaucoup de ses occupants. 
Une fois que l'ordre a été restauré à la mairie, les voitures de la police de San Francisco, transportant des dizaines d'officiers, se sont dirigées dans le quartier Le Castro. Des policiers sont entrés dans le bar gay appelé l'Elephant Walk, malgré l'ordre de ne pas le faire. Ils ont crié « sales enculés » et « pédés malades ». Ils ont brisé les grandes baies vitrées du bar, et ont attaqué les clients. Après 15 minutes, la police s'est retirée du bar et a rejoint d'autres policiers qui attaquaient indistinctement des gays dans la rue. L'incident a duré près de deux heures,,,.
Lorsque le chef de la police Charles Gain a entendu parler de ces bavures homophobes et du raid non autorisé de l'Elephant Walk, il se rendit immédiatement sur les lieux et ordonna à ses hommes d'évacuer l'endroit. Plus tard cette nuit, le journaliste indépendant Michael Weiss a vu un groupe de policiers qui fêtaient dans un bar du centre-ville. « Nous étions à l'hôtel de ville le jour où ces meurtres ont eu lieu et alors nous sourions », a expliqué un policier qui a poursuivi ses propos avec « Nous étions là ce soir et nous sourions toujours. »
Au moins 61 policiers et environ 100 manifestants ont été hospitalisés pendant ces émeutes,. Un jury civil a été convoqué pour savoir qui a ordonné l'attaque, mais a fini sans conclusion à cause d'un règlement interne à la police qui couvre et empêche les réclamations pour blessures et dommages,.

### Répercussions
Le matin suivant le leader des gays est convoqué dans une salle de comité du Civic Center. Le Superviseur Harry Britt, qui avait remplacé Milk, ainsi que les gays plus militants du Club Démocratique d'Harvey Milk, a été très clair sur le fait que personne ne présenterait d'excuses pour les émeutes. Britt déclara lors d'une conférence de presse, " le peuple de Harvey Milk n'ont rien à se reprocher. Maintenant, la société va devoir traiter avec nous, non en folasses avec des salons de coiffure, mais comme des personnes capables de violence. Nous n'allons plus tolérer d'autres Dan White. Les reporters étaient surpris qu'un agent public exprime sa tolérance des actes de violence de la nuit précédente, au lieu des excuses qu'ils attendaient de Britt. Les tentatives ultérieures pour trouver un leader gay qui donnerait une déclaration apologétique se sont avérées infructueuses. 
Ce soir-là, le 22 mai, aurait été le 49e anniversaire de Harvey Milk. Les fonctionnaires municipaux avaient envisagé la révocation du permis pour un rassemblement prévu pour la nuit, mais renoncèrent par crainte de susciter plus de violence. Les fonctionnaires ont déclaré que la manifestation pourrait canaliser la colère de la communauté en quelque chose de positif. La police de San Francisco et de ses villes voisines ont été placées en état d'alerte par le maire Feinstein, et Cleve Jones coordonna des plans d'urgence avec la police, et 300 moniteurs formés pour garder un œil sur la foule. Environ 20 000 personnes se sont rassemblées dans les rues Castro et Market, où l'ambiance était « en colère, mais modérée. » Les agents ont suivi la foule à distance, Cependant la foule était engagée dans une célébration pacifique de la vie de Milk. Les participants ont dansé sur des chansons disco populaires, bu de la bière, et chanté un hommage à Milk.
La même nuit, pour plus de trois heures environ une centaine de personnes ont organisé une manifestation au Sheridan Square, à Manhattan, pour protester contre le verdict. Environ 20 agents ont observé la manifestation, qui a débuté à 20 heures, mais aucune arrestation n'a été faite. Une veillée aux chandelles était prévue pour deux jours d'avance, parrainée par la Coalition pour les droits des lesbiennes et de gays et de la National Gay Task Force. 
Le 14 octobre 1979, entre 75 000 et 125 000 personnes ont défilé sur Washington pour les droits des homosexuels. Beaucoup portaient des portraits de Milk, et des pancartes en l'honneur de son héritage. Le rassemblement, que Milk avait l'intention d'organiser, était devenu un hommage à sa vie.
Dan White a été libéré de prison le 14 janvier 1984, après cinq années de service sur les sept ans et huit mois de prison. Dans la soirée après sa libération, 9 000 personnes ont défilé dans la rue Castro et brûlé son effigie. Les autorités de l'État ont craint une tentative d'assassinat, et en réponse Scott Smith a exhorté les gens de ne pas riposter à la violence. Il a déclaré, « Harvey était contre la peine de mort. Il était une personne non violente. »
White se suicide par empoisonnement au monoxyde de carbone, le 21 octobre 1985. Il relie un tuyau en caoutchouc au système d'échappement de sa voiture et l'achemine à l'intérieur de son véhicule qu'il laisse se remplir de monoxyde de carbone. Le Maire Feinstein a déclaré « Cette dernière tragédie devrait fermer un très triste chapitre de l'histoire de cette ville. » Selon l'avocat d'Orange County Jeff Walsworth, White avait exprimé des remords pour les meurtres en février 1984. White aurait déclaré que cela le hanterait pour la vie. L'inspecteur Falzone dit tout le contraire, cependant, commentant que, à aucun moment White n'aurait exprimé de remords sous quelque forme que ce soit à propos de la mort de Moscone et Milk.

## Analyse

### Causes

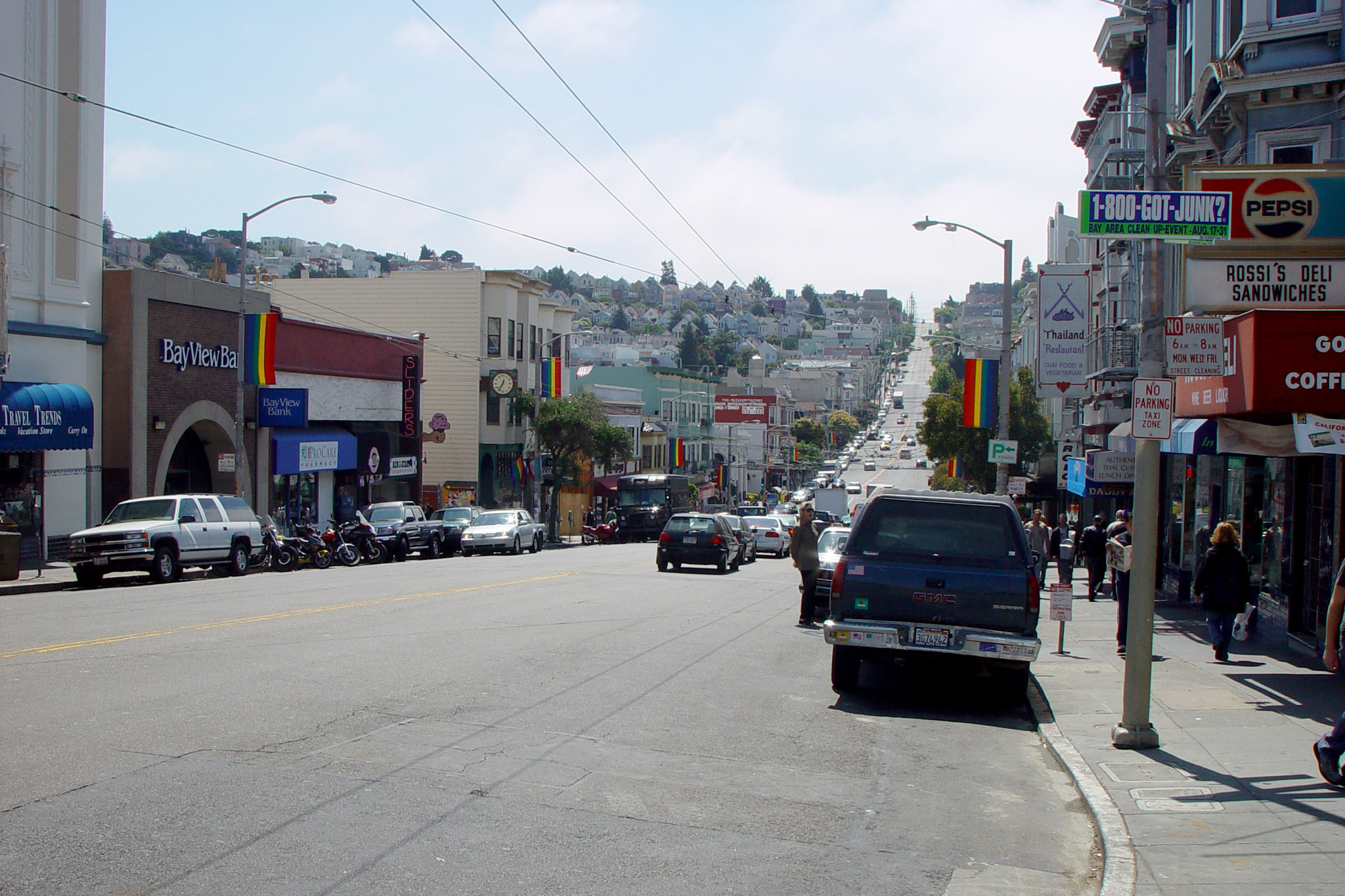
Le quartier Le Castro est devenu une place forte de l’émergente communauté gay à San Francisco.

La communauté Gay avait une longue histoire de conflits avec le Département de Police de San Francisco. Après la Seconde Guerre mondiale, les bars gays étaient soumis à des fréquentes incursions et des tentatives de révoquer leurs licences d'alcool par le Département de Contrôle des Boissons Alcoolisées de Californie. Ces bars ont été accusés de servir de l'alcool aux homosexuels, ce qui était vu comme un acte criminel à l'époque. 
Le croissant pouvoir politique et économique de la communauté gay de la ville, était en conflit avec les institutions conservatrices, comme la Police et les Pompiers. En 1971, la Police arrêtait une moyenne de 2 800 hommes par an pour cause de sexe en public ; par contraste ce chiffre s'effondrait à 63 pour la ville New York, et ce malgré le fait qu'un quart de San Francisco était considéré comme gay à l'époque,. Beaucoup d’accusations ont été rejetées en raison d’emprisonnement, mais plusieurs hommes ont été condamnés à des peines sévères.
Lorsque Dan White a été reconnu coupable d'homicide involontaire à la suite d'une rocambolesque mais ingénieuse défense de son avocat qui évoquait des problèmes alimentaires, la communauté gay s’était enragée. Le fait que le Département de Police et des pompiers avaient recueilli des fonds pour sa défense a entraîné une colère qui s’est retournée contre le Gouvernement de la ville et spécialement contre le Département de Police.

### Effets dans la politique de San Francisco
Avec les élections municipales de 1979 survenant quelques mois seulement après l'émeute, des leaders homosexuels en vue ont craint une répercussion aux sondages. Les élections se déroulèrent sans incident et la communauté homosexuelle obtint de meilleurs résultats qu'attendus, exerçant désormais une influence sans précédent. Bien que le candidat gay à la mairie soit pratiquement inconnu, David Scott a terminé troisième lors de l'élection, son exposition étant assez forte pour forcer le Maire Feinstein dans un second tour contre le Superviseur conservateur de la ville Quentin Kopp. Les promesses de Feinstein de nommer plus d'homosexuels à des fonctions officielles, et sa campagne intense dans le Castro lui ont assuré qu'elle gagne assez de soutien de la communauté gay pour lui donner un mandat complet en tant que maire.
Une des premières actions du maire Feinstein une fois élue fut d'annoncer la nomination de Cornelius Murphy comme nouveau chef de la police.

### Effets sur le mouvement de lutte contre le SIDA

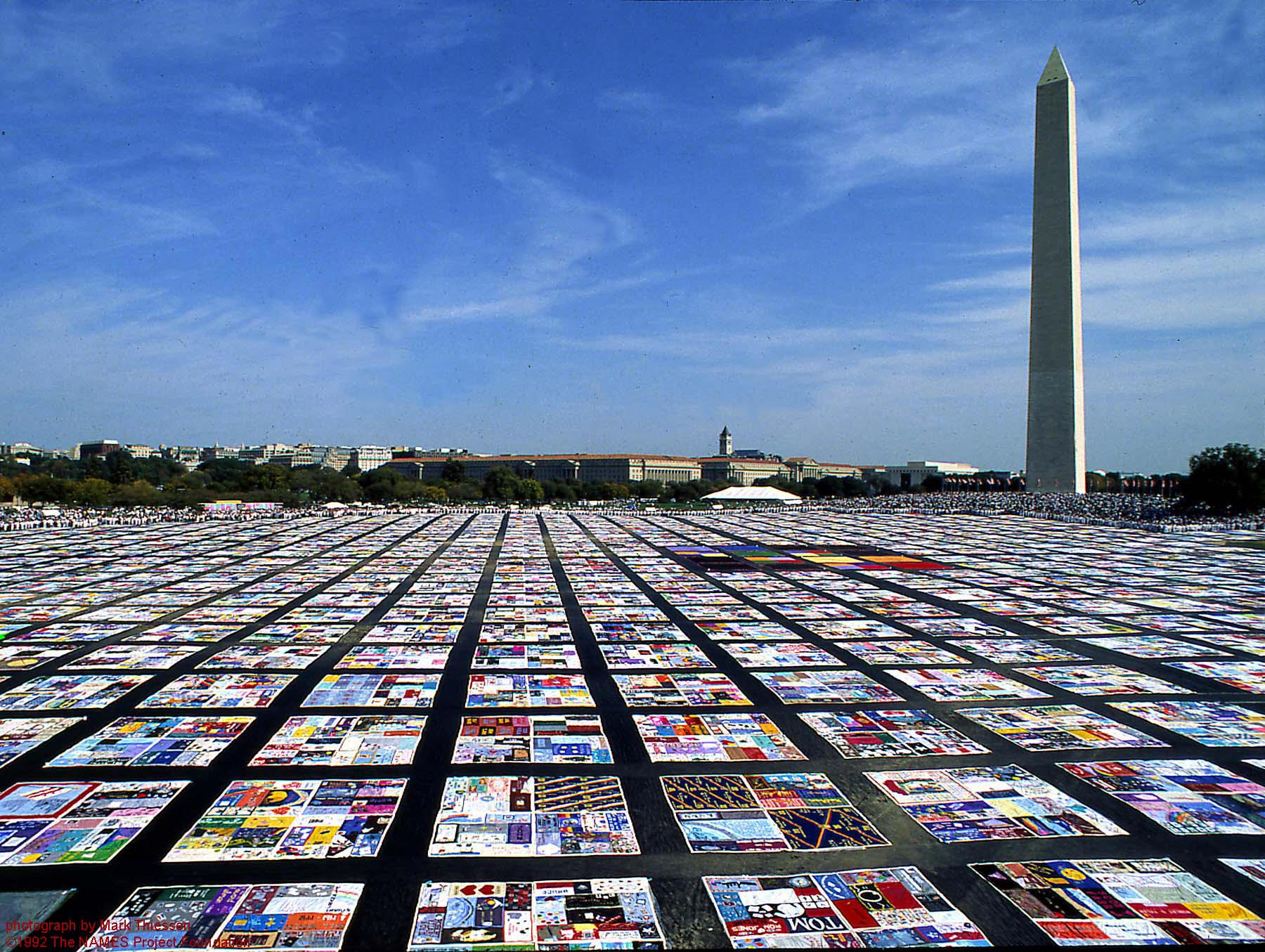
Mosaïque du NAMES Project AIDS, qui représente les gens morts à cause du SIDA, juste en face du Monument de Washington.

Cleve Jones a joué un rôle majeur dans l'enquête sur les émeutes, et était depuis devenu un militant de premier plan. Il a abandonné l'école pour travailler en tant que consultant à l'Assemblée législative de l'état de Californie représentant Leo T. McCarthy et Willie Brown,.
Il a également organisé des campagnes politiques. En 1981, lorsqu'il travaillait comme consultant pour le Comité de Santé de l'Assemblée de l'État de Californie, il prit conscience que certains homosexuels de San Francisco contractaient des maladies inhabituelles, comme le sarcome de Kaposi.
La communauté gay a finalement été sérieusement affectée par l'épidémie du sida. Jones a cofondé le Sarcome Research & Education Foundation de Kaposi, qui en 1982 est devenu la San Francisco AIDS Foundation. Le 27 novembre 1985 lors d'une veillée aux chandelles à la date anniversaire des assassinats Moscone-Milk, Jones apprit que 1 000 personnes étaient mortes du SIDA. Il proposa alors la création d'une mosaïque en leur souvenir . 
En 1987, Jones qui portait aussi la maladie lance le Patchwork des noms. Cette mosaïque est composée de plus de 44 000 panneaux individuels,.